# Emma Straub

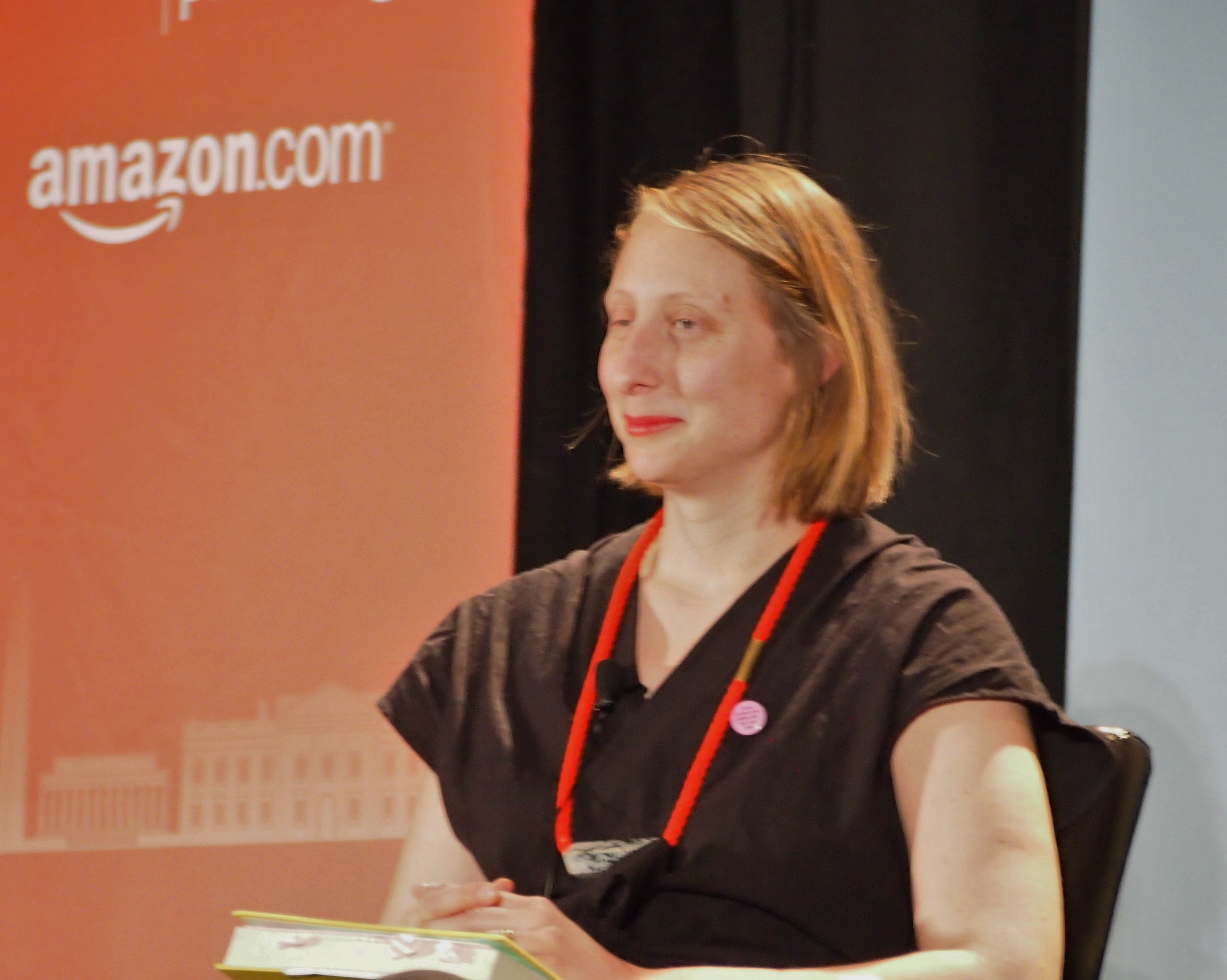
Emma Straub (2017)

Emma Straub (* 1980 in New York City) ist eine amerikanische Autorin. Sie schreibt Kurzgeschichten und Essays für zahlreiche Magazine und Zeitschriften. Straub veröffentlichte zwei Sammlungen von Kurzgeschichten in Buchform und 2012 ihren ersten Roman Laura Lamont’s Life in Pictures, der Besprechungen in New York Times, Washington Post, der Radiosendung All Things Considered und zahlreichen weiteren Medien bekam.

## Leben und Werk
Straub ist die Tochter des Autors Peter Straub. Sie wuchs in Manhattan auf. Straub ging in Brooklyn zur High School und in Ohio auf ein College. Wie ihr Vater studierte sie an der  University of Wisconsin–Madison. Dort betreute die Schriftstellerin Lorrie Moore ihre Abschlussarbeit. Neben ihrer Tätigkeit als Autorin arbeitet sie als Buchhändlerin. Zusammen mit ihrem Mann Michael Fusco-Straub betreibt sie darüber hinaus ein Designbüro.
2011 erschien ihre Sammlung von Kurzgeschichten Other People We Married bei dem kleinen Independent-Verlag FiveChapter Books. Nach dem Erfolg dieses Buchs erschien 2012 eine Neuauflage bei Riverhead Books, einem Sublabel für Nachwuchsautoren mit literarischen Ambitionen bei Penguin Books. Dort erscheinen auch alle weiteren Veröffentlichungen von Straub. Das Buch stellte eine große Bandbreite weiblicher Hauptfiguren vor, die sich in sehr unterschiedlichen Situationen bewegen. Die Kritik lobte vor allem Straubs lebendigen Erzählton und ihre fließende Prosa.
2012 erschien ihr Buch Laura Lamont’s Life in Pictures, das in Hollywood angesiedelt ist. Straub lebt in Brooklyn. Das Buch schildert die Karriere der fiktiven Elsa Emerson aus Wisconsin. Diese wächst in den 1930ern einer Theaterfamilie auf, bis sie nach Hollywood flieht, dort in den 1940ern und 1950ern durch ihren zweiten Ehemann, den Studioboss Irving Green, unter dem Künstlernamen Laura Lamont ein gefeierter Star wird, abstürzt, und schließlich als Gastgeberin einer zweitklassigen Gameshow im Fernsehen endet. Die Geschichte orientiert sich an dem Leben der Schauspielerin Jennifer Jones, der Frau des Studiobosses David O. Selznick. Straub sagt von sich, dass die Lektüre von Jones’ Nachruf ihr die Inspiration zum Schreiben des Buches gegeben habe.
Im Sunday Book Review der New York Times beschrieb Caryn James ihre Kurzgeschichtensammlung für die widerspenstigen Charaktere und unerwarteten Wendungen in der Handlung. Laura Lamond’s Life in Pictures hingegen sei zwar sehr gut geschrieben, allerdings wirke es ernsthaft, brav und fleißig und werde von der Ernsthaftigkeit seines eigenen Anspruchs erdrückt, ohne etwas Neues zu sagen. Das Buch erinnere stark an Der letzte Taikun von F. Scott Fitzgerald. Caroline Preston beschrieb in der Washington Post das Buch als gewitzt. Dabei lobte Preston insbesondere die herausragende Art, in der es Straub gelingt die Atmosphäre innerhalb des symbolischen goldenen Hollywood-Käfigs zu beschreiben, in dem Lamont zeitweise lebt. Entertainment Weekly lobt die sehr persönliche Charakterisierung der Hauptdarstellerin und setzt es in seine wöchentliche „Must“-Liste von Sachen und Ereignissen.

## Veröffentlichungen
- Fly-Over State.
- Other People We Married (2011), FiveChapters Books.
- Laura Lamont’s Life in Pictures (2012), Riverhead.
- The Vacationers (2014), Riverhead.
- Modern Lovers (2016), Riverhead. Michael Joseph.

Nachwort
- zu Pamela Moore: Cocktails, Roman. Neuauflage 2015, Piper, München.
- All Adults Here (2020), Riverhead. dt. Die Launen des Lebens (2021), Limes.
- This Time Tomorrow (2022), Riverhead.